# Karłowatość maliny
Karłowatość maliny – choroba bakteryjna malin wywołana przez fitoplazmę karłowatości maliny (Rubus stunt phytoplasma, RSP), 

## Występowanie i szkodliwość
Jest to grożna choroba, określana jako bardzo ważna – ma 3 stopień w 3-stopniowej skali szkodliwości chorób malin. 
Pierwsze objawy choroby stają się widoczne dopiero w drugim roku po infekcji. Na dwuletnich pędach malin wyrastają nieprawidłowe, boczne odgałęzienia. Rozwijające się na nich kwiaty są zniekształcone i powstają z nich zniekształcone owoce, lub wcale nie powstają. Pęd maliny nienaturalnie rozkrzewia się; u jego podstawy wyrastają bardzo liczne, ale cienkie, słabe i niskie pędy. Sprawia to, że roślina przyjmuje miotlasty wygląd, podobny do czarciej miotły. Tego typu objaw chorobowy nosi nazwę dziwotworami. Krzewy słabo kwitną i owocują, ich wiosenny rozwój opóźnia się, liście stają się jasnozielone i z każdym rokiem ich stan ulega pogorszeniu. Po kilku latach krzewy w ogóle przestają kwitnąć i owocować, w końcu całkowicie obumierają.

## Ochrona
Chorobę przenoszą skoczki. Nie można jej uleczyć, chore krzewy należy natychmiast usuwać wraz z korzeniami po zauważeniu pierwszych objawów krzaczastości malin, podobnie, jak przy chorobach wirusowych. Usunięte krzewy należy zniszczyć. Przy zakładaniu plantacji należy sadzić tylko zdrowe sadzonki, a plantację zakładać jak najdalej od plantacji zaniedbanych, w których nie prowadzi się prawidłowej ochrony przed chorobami i szkodnikami, zwłaszcza mszycami i skoczkami. Na świeżo założonej plantacji należy od początku zwalczać te owady.